# HST J035528+09435

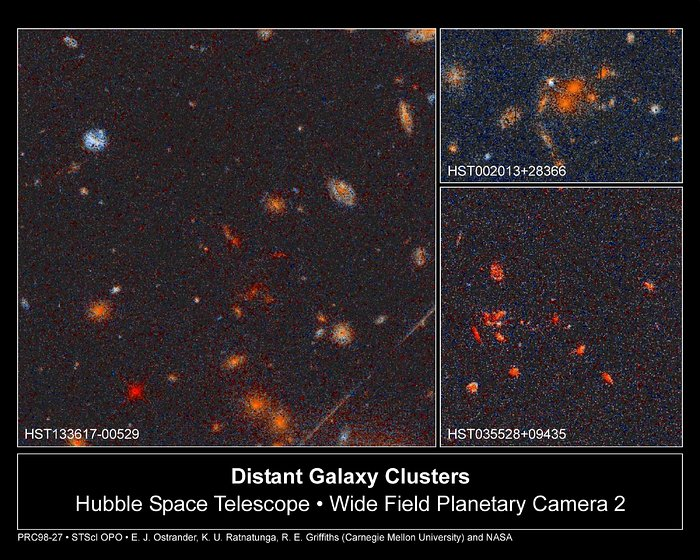
Alcuni ammassi di galassie scoperti dal Telescopio spaziale Hubble

HST J035528+09435 è un ammasso di galassie situato in direzione della costellazione del Toro ad una distanza compresa tra 7 e 10 miliardi di anni luce dalla Terra.
Questo ammasso di galassie distante fa parte di un gruppo di 92 nuovi ammassi scoperti a seguito di un periodo di osservazioni effettuati nell'arco di sei anni dal Telescopio spaziale Hubble nell'ambito del programma Medium Deep Survey condotto da ricercatori della Carnegie Mellon University e i cui dati sono stati pubblicati nel 1998 sull'Astronomical Journal.